# Mazzarelle
Le mazzarelle, pietanza tipica della cucina teramana, sono involtini di coratella di agnello avvolta in foglie di indivia legati con budelline dello stesso agnello. Fanno parte dei Prodotti agroalimentari tradizionali abruzzesi.

## Utilizzo
Così descritta, la pietanza sembrerebbe un secondo piatto ed è in effetti creduta tale da molti, che, prigionieri della prima impressione, la considerano una portata successiva ad altri piatti della cucina teramana come il timballo o i maccheroni alla chitarra, mentre invece, nella tradizione, le mazzarelle sono diventate un primo, anzi di fatto il primo "obbligatorio", del pranzo pasquale, una sorta di ouverture dedicata all'agnello ed evocatrice di un indimenticato e indimenticabile passato di quotidianità contadina. Piatto in apparenza semplice, le mazzarelle sono al centro di un irrisolto dibattito tra due scuole di pensiero: quella che le vuole semplici, cotte in un soffritto che ne esalti il sapore, e quella che le preferisce in umido, lasciate cuocere in un sughetto che si impreziosisce degli umori delle carni d'agnello.

## Ricetta
Dosi per 4 persone: 1 coratella d'agnello (cuore, fegato e budella), un bicchiere e mezzo di acqua e vino, 1 mazzetto di maggiorana, agli e cipolle freschi, alcune foglie di lattuga, prezzemolo e peperoncino, aceto quanto basta.
Preparazione: aprire le budella nel senso della loro lunghezza, lavarle e sciacquarle accuratamente. Quando le budella diventano di color chiaro e ben pulite, sciacquare con acqua ed aceto. Tagliare a listelli la coratella, sciacquarla e metterla a scolare, dopo averla salata, insieme con le budella. Prendere una foglia di lattuga e porvi sopra, facendone un mazzetto, 3-4 listelli di coratella, cui bisogna aggiungere un po' di cipolla, di prezzemolo e d'aglio. Legare il mazzetto con le budella e via via che le mazzarelle vengono confezionate metterle a scolare e poi cuocere solo in olio. Quando le mazzarelle cominciano a friggere (ed olio e acqua saranno stati assorbiti), aggiungere mezzo bicchiere d'acqua e vino, fare assorbire e versare ancora una volta la stessa quantità di acqua e vino. Ripetere nuovamente l'operazione. Se si vuole si può aggiungere qualche pomodoro a pezzetti. N.B. Per pulire bene le budella, strizzarle, ripetendo l'operazione più volte.